# Giornico
Giornico (italienskt uttal: [dʒorˈniko]
 ( lyssna), äldre tyskt namn: Irnis) är en ort och kommun i distriktet Leventina i kantonen Ticino i Schweiz. Kommunen har 795 invånare (2023).
Byn ligger i en dalgång och med undantag av dalgångens öppning mot syd finns branta berg kring orten. På grund av varma vindar från Lago Maggiore förekommer vinodling vid byn. Giornico ligger vid vattendraget Ticino som delar orten i två delar. På vänstra sidan hittas Casa Stanga från medeltiden som ursprungligen var ett övernattningsställe och som används som museum. Ortens tre kyrkor ligger på flodens högra sida. En modern byggnad av betong och glas är konstmuseet La Congiunta som bland annat visar verk av bildhuggaren Hans Josephsohn.